# Привезенцев, Василий Иванович
Василий Иванович Привезенцев (1929—1997) — экскаваторщик ярославского треста «Спецстроймеханизация»; Герой Социалистического Труда.
Родом из Башкирии. Там же начал работать экскаваторщиком на стройках нефтехимии.
В середине 1950-х годов командирован в Ярославль для приёма землеройной техники для строительства НПЗ. За участие в важной стройке был освобождён от службы в армии, а после окончания строительства награждён орденом Ленина.
Остался работать в Ярославской области. Окончил вечернюю школу. С начала 1970-х годов стал ездить за границу для обмена опытом (Италия, Румыния, Польша, Финляндия, Франция).
В 1976 году ему присвоили звание Героя Социалистического Труда с вручением ордена Ленина и золотой медали «Серп и Молот» — «за выдающиеся производственные успехи». В 1986 году ему вручили орден Дружбы народов. Был делегатом XXV съезда КПСС, участником XIX конференции КПСС.
В 1989 году вышел на пенсию.
Был женат. Трое детей.